# Christian Friedrich Gottlieb Schwencke
Christian Friedrich Gottlieb Schwencke (født 30. august 1767 i Wachenhausen i Harz-bjergene, død 27. oktober 1822 i Hamborg) var en tysk musiker.
Hans far, Johann Gottlieb Schwencke (1744-1823), var en fremragende fagotspiller, bymusiker i Hamborg og grundlæggeren af en musikalsk familie. Han var Christians første lærer, men senere instruerede Friedrich Wilhelm Marpurg og Johann Philipp Kirnberger ham i komposition og orgel. I 1779 optrådte han første gang som musiker i en opførelse af et af hans faders værker.
I 1787 rejste han til Leipzig for at studere matematik, og året efter studerede han i Halle. I 1789 efterfulgte han Carl Philipp Emanuel Bach som kantor og musikalsk direktør for Sankt Catherine Kirke i Hamborg, en stilling som han fastholdt indtil sin død.
Han bidrog ofte til Allgemeine Musikalische Zeitung, hvor hans arrangement til en Ode af Friedrich Gottlieb Klopstock blev udgivet i 1799. Hans første kompositioner var stykker for klaver og fløjte samt sange. Blandt hans bedste værker er talrige kantater, to oratorier, en salme, paternoster, motetter og mange andre kirkelige kompositioner, seks store fugaer og sonater.
Schwencke ejede en autografi af Johann Sebastian Bach, hvis "Das Wohltemperierte Klavier" (Det Veltempererede Klaver) han udgav som en af de første. Også andre værker af Bach og Georg Friedrich Händel fik han trykt. Musik af Wolfgang Amadeus Mozart fik han flere gange opført i Hamborg.